# All I See
"All I See" er en pop og R&B-sang af australske sangerinde Kylie Minogue til hendes tiende studiealbum X (2007). Sangen er skrevet af Jonas Jeberg, Mich Hedin Hansen, Edwin Serrano. Den blev udgivet som en digital single i Nordamerika den 11. marts 2008.

## Formater og sporliste
Amerikansk CD promo 1
1. "All I See" – 3:04
2. "All I See" (Instrumental) – 3:04

Amerikansk CD promo 2
1. "All I See" (feat. Mims) – 3:51
2. "All I See" (Instrumental) – 3:04

Australsk iTunes
1. "All I See" (feat. Mims) – 3:51
2. "All I See" (Instrumental) – 3:04
3. "In My Arms" (Spitzer Dub) – 5:05

## Hitlister
| Hitliste                         | Placering |
| -------------------------------- | --------- |
| Canada (Canadian Hot 100)        | 81        |
| Ungarn (Mahasz)                  | 36        |
| Billboard (Hot Dance Club Songs) | 3         |

## Udgivelse historie
| Land        | Dato             | Format           |
| ----------- | ---------------- | ---------------- |
| USA         | 11. marts 2008   | Digital download |
| USA         | 15. april 2008   | Airplay          |
| Australien  | 1. december 2008 | Digital download |
| New Zealand | 1. december 2008 | Digital download |